# Různí interpreti
Různí interpreti (anglicky Various Artists, zkráceně i Various nebo VA, V/A, V.A.) je termín používaný anglofonním nahrávacím průmyslem k označení nahrávky, na níž je prezentováno vícero interpretů (hudebníků nebo kapel).
Kratší nahrávky (singly) pod tímto označením jsou často díla, z nichž jdou zisky na nějakou charitu. V některých případech, kdy se na singlu objeví mnoho známých umělců společně, jsou tito vydáni pod společným jménem – jako superskupina. Příkladem toho je Band Aid, která v roce 1984 nahrála vánoční píseň Do They Know It's Christmas? pro získání finančních prostředků pro oběti postižené hladomorem v Etiopii v letech 1983–1985.
Delší nahrávky, hudební alba s označením Various Artists jsou obvykle kompilační alba určitého vydavatelství, hudebního žánru, nahrávek z nějakého časového období nebo i soundtracků. Příkladem je série kompilací Absolute švédské firmy EVA Records namátkou obsahující alba Absolute Dance, Absolute Rock, Absolute Love, Absolute Reggae, Absolute Christmas, Absolute Summer a další.

Také se může jednat o tribute alba na počest některého umělce či kapely, na která zúčastnění interpreti dodají vlastní coververze skladeb daného umělce nebo hudební skupiny.